# El gallo de oro (ópera)
El gallo de oro (título original en ruso, Золотой Петушок, Zolotói Petushok) es una ópera en tres actos con música de Nikolái Rimski-Kórsakov y libreto en ruso de Vladímir Belski, basado en un poema de Aleksandr Pushkin. Fue estrenada por la compañía de ópera de Zimín en el Teatro Solodóvnikov de Moscú el 24 de septiembre de 1909. 
Antiguamente, la ópera era interpretada en francés, bajo el nombre Le Coq d'Or, que todavía muchos utilizan. Sin embargo, actualmente es cada vez más frecuente producir la versión rusa.
En España se estrenó en el Teatro Tívoli de Barcelona el 23 de noviembre de 1944.

## Historia
Se suelen mencionar cuatro factores que determinaron a Rimski-Kórsakov a componer esta ópera:
1. Pushkin. Otras obras de R-K, inspiradas en poemas de Pushkin, habían tenido éxito, especialmente El cuento del zar Saltán.
2. Bilibin. Iván Bilibin había pintado obras basadas en el poema de Pushkin, dándoles un sabor especialmente folclórico, como había hecho antes para la ópera Zar Saltán.
3. Zar Nicolás II. El zar Nicolás II de Rusia había iniciado la guerra ruso-japonesa, atacando preventivamente a las fuerzas japonesas de Manchuria y Corea. Esta guerra fue muy impopular entre los rusos, y después demostró ser un desastre militar. Algunos críticos han mencionado la semejanza de esta situación con la ópera en el ataque preventivo que ejecuta el rey Dodón en contra de sus vecinos, lo cual resulta en un gran caos y una matanza en el campo de batalla.
4. Actividad revolucionaria en 1905. El pueblo ruso no estaba molesto solo por la guerra ruso-japonesa, sino también por las condiciones feudales en las que vivía. En 1905, se vivieron momentos de protesta, revolución y contrarrevolución (véase Domingo Sangriento (1905) y Revolución Rusa de 1905). Los estudiantes del conservatorio de San Petersburgo se unieron a las protestas, y Rimski-Kórsakov los apoyó. Por esta razón, fue suspendido de su cargo como director del conservatorio, ante lo cual Aleksandr Glazunov y Anatoli Liádov también dejaron sus puestos.

Rimski-Kórsakov decidió componer una obra para exponer esta situación, y en 1906 inició la composición de El gallo de oro. La terminó de escribir en 1907. Fue inmediatamente prohibida por el gobierno y no se permitió su estreno; los censores argumentaron que la semejanza entre el rey Dodón y el zar eran demasiado evidentes. La salud de Rimski-Kórsakov se deterioró y murió antes de su estreno dos años después, en 1909.
Se estrenó el 24 de septiembre de 1909 en la Ópera de Zimín, bajo la dirección de Emil Cooper.
El gallo de oro se representa poco; en las estadísticas de Operabase aparece la n.º 219 de las óperas representadas en 2005-2010, siendo la 17.ª en Rusia y la cuarta de Rimski-Kórsakov, con 12 representaciones en el período.

## Personajes
| Personajes            | Tesitura       | Elenco Ópera Zimín 24 de septiembre de 1909 (Director: Emil Cooper) | Elenco Teatro Bolshói 6 de noviembre de 1909 (Director: Vyacheslav Suk) |
| --------------------- | -------------- | ------------------------------------------------------------------- | ----------------------------------------------------------------------- |
| Zar Dodón             | bajo           | Nikolái Speranski                                                   | Vasili Ósipov                                                           |
| Zarévich Gvidón       | tenor          | Fiódor Ernst                                                        | Semión Gardenin                                                         |
| Zarévich Afrón        | barítono       | Andréi Dikov                                                        | Nikolái Chistiakov                                                      |
| General Polkán        | bajo           | Kapiton Zaporozhets                                                 |                                                                         |
| Amelfa, ama de llaves | contralto      | Aleksandra Rostovtseva                                              | Serafima Sinitsina                                                      |
| Astrólogo             | tenor altino   | Vladímir Pikok                                                      | Antón Bonachich                                                         |
| Zarina de Shemajá     | soprano ligera | Avreliya-Tsetsiliya Dobrovolskaya                                   | Antonina Nezhdanova                                                     |
| El gallo de oro       | soprano        | Vera Klopotovskaya                                                  | Yevgeniya Popello-Davydova                                              |
| coro, papeles mudos   |                |                                                                     |                                                                         |

Nota sobre los nombres:   
- Pushkin escribió el nombre de Dodón como Dadón. La asociación de la ortografía revisada Dodón en el libreto con el pájaro dodo es posiblemente intencional.
- Shemajá es un topónimo. Realmente hay una ciudad llamada Shemajá (también escrita "Şamaxı", "Schemacha" y "Shamakhy"), que es la capital del rayón Shamaji de Azerbaiyán. En tiempos de Pushkin era una ciudad importante y la capital de lo que se convertiría en la gobernación de Bakú. Pero el reino de aquel nombre, gobernado por su reina, se parece poco a la Shemajá de hoy y su región; Pushkin posiblemente cogió el nombre por conveniencia, para evocar una monarquía exótica.

## Argumento

### Prólogo

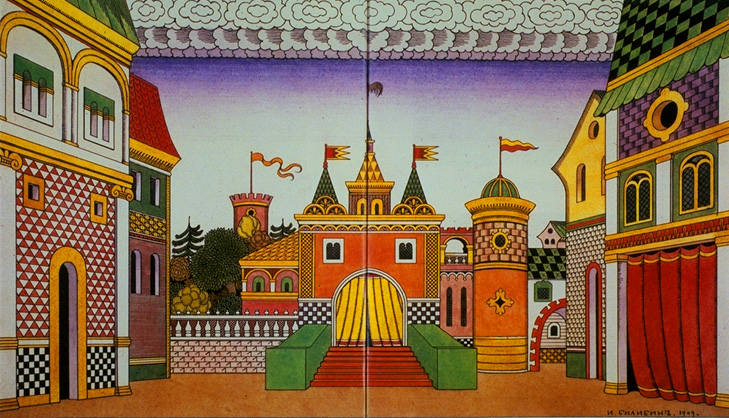
Diseño escénico de Iván Bilibin

La orquesta cita los principales leitmotífs, luego un misterioso astrólogo aparece ante el telón y anuncia a la audiencia que, aunque van a ver y oír un cuento ficticio de hace mucho tiempo, su historia tiene una moraleja.

### Acto I
El zar Dodón cree que su país está en peligro por el estado vecino de Shemajá, gobernado por una bella reina. Pide consejo al astrólogo, quien proporciona un Gallo de Oro para salvaguardar los intereses del rey. Cuando el gallo confirma que la reina de Shemajá tiene ambiciones territoriales, Dodón decide atacar a Shemajá preventivamente, enviando a su ejército a la batalla al mando de sus dos hijos.

### Acto II

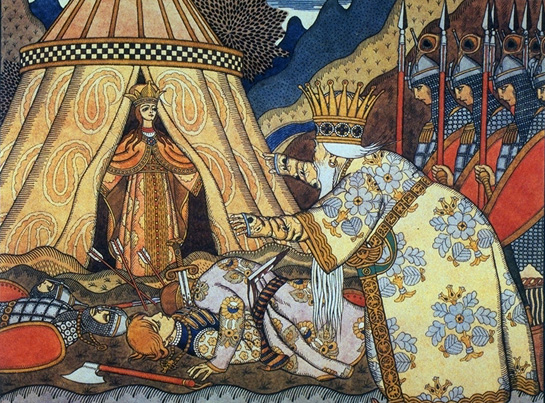
El zar Dadón se encuentra con la reina de Shemajá.

Sin embargo, sus hijos son tan ineptos que acaban matándose el uno al otro en el campo de batalla. El zar Dodón decide entonces liderar el ejército él mismo, pero se vierte más sangre porque el Gallo de Oro asegura que el viejo rey se enamorará cuando realmente se encuentre con la hermosa reina. La propia reina anima esta situación al interpretar una seductora danza – que tienta al rey para intentar ser su pareja, pero él es torpe y se lía. La reina se da cuenta de que puede apoderarse del país de Dodón sin más luchas - logra que el zar le pida matrimonio, y ella tímidamente acepta.

### Acto III
La escena final empieza con la procesión nupcial en todo su esplendor. Al llegar al final, el astrólogo aparece y dice al zar Dodón, "Me prometiste cualquier cosa que te pidiera si podía haber una solución a tus problemas..." "Sí, sí", responde el rey, "Tan sólo dímelo y lo tendrás". "Bien", dice el astrólogo, "¡Quiero a la reina de Shemajá!" Ante esto, el rey se encoleriza, y golpea al astrólogo con su maza. El Gallo de Oro, leal a su maestro astrólogo, entonces le da un picotazo a la yugular del zar, que muere desangrado. El cielo se oscurece. Al volver la luz, la reina y el gallo han desaparecido. 

### Epílogo
Vuelve a salir el astrólogo ante el telón y anuncia el final de la historia, recordando al público que lo que acaban de ver es una "mera ilusión", que sólo él y la reina eran mortales y reales.

## Grabaciones
| Año  | Elenco (Zar Dodón, zarévich Gvidón, zarévich Afrón, general Polkán, Amelfa, Astrólogo, reina de Shemajá, Gallo de Oro)                          | Director, Teatro y orquesta                                                                  | Sello discográfico                  |
| ---- | --- | -------------------------------------------------------------------------------------------- | ----------------------------------- |
| 1962 | Aleksey Korolev, Yuri Yelnikov, Aleksandr Polyakov, Leonid Ktitorov, Antonina Klescheva, Gennady Pishchayev, Klara Kadinskaya, Nina Polyakova   | Yevgeny Akulov, Orquesta y coro de la Radio de Moscú                                         | CD: Voce della Luna VL 2017-2       |
| 1971 | Norman Treigle, Gary Glaze, David Rae Smith, Edward Pierson, Muriel Costa-Greenspon, Enrico di Giuseppe, Beverly Sills, Syble Young             | Julius Rudel, Orquesta y coro de la New York City Opera Cantado en inglés, grabación en vivo | CD: Premiere Opera Ltd. CDNO 1005-2 |
| 1985 | Nikolai Stoilov, Ljubomir Bodurov, Emil Ugrinov, Kosta Videv, Evgenia Babacheva, Lyubomir Diakovski, Elena Stoyanova, Yavora Stoilova           | Dimitir Manolov, Orquesta y coro de la Ópera Nacional de Sofía                               | CD: Capriccio 10 760/61             |
| 1988 | Artur Eisen, Arkady Mishenkin, Vladimir Redkin, Nikolay Nizinenko, Nina Gaponova, Oleg Biktimirov, Yelena Brilova, Irina Udalova                | Yevgueni Svetlánov, Orquesta y coro del Teatro Bolshói                                       | CD: MCA AED2 10391                  |
| 1998 | Paata Burchuladze, Ilya Levinsky, Gary Magee, Maxim Mikhailov II, Alexandra Dursseneva, Jean-Paul Fouchécourt, Elena Kelessidi, Gillian Webster | Wladimir Jurowski, Orquesta y coro del Covent Garden                                         | CD: Premier Opera Ltd. CDNO 11042   |

## Enlaces relacionados
- Wikimedia Commons alberga una categoría multimedia sobre El gallo de oro.
- Score vocal en VARIATIONS Prototype
- Discografía en Operadis
- Notas, discografía y libreto (italiano / español) en Kareol

- Datos: Q579026
- Multimedia: The Golden Cockerel (opera) / Q579026